# Брендон Раут
Брендон Раут (англ. Brandon Routh) — американський актор та фотомодель. Найбільше відомий за ролями Супермена в фільмі 2006 року «Повернення Супермена» та Рея Палмера (Атома), у серіалах «Стріла», «Флеш» та «Легенди завтрашнього дня».

## Біографія
Брендон Раут народився 9 жовтня 1979 року в місті Норволк, штат Айова, США. Після закінчення школи, він навчався в університеті Айови. Багато грав в постановках Норволкского театру виконавських мистецтв. Брав участь у роботі «Міжнародної асоціації моделей і талантів». У 2014 зіграв роль Рея Палмера, відомого персонажа всесвіту DC Comics, у серіалі Стріла. А у 2015 став одним з головних персонажів у спін-оффі серіалів Стріли та Флеша, Легенди завтрашнього дня.

## Цікавий факт
У кросовері серіалів Флеш, Супердівчина, Стріла та Легенди завтрашнього дня знятого телеканалом CBS у 2016 році, Мелісса Бенойст в ролі Супердівчини заявила, що Рей Палмера дуже схожий на її кузена, пізніше і Рей сказав аналогічну фразу про Супердівчину. Це була відсилка до фільму 2006 року «Повернення супермена» де Брендон Раут зіграв роль Супермена. А як відоми по всесвіту DC, Супермен та Супердівчина є кузенами.

## Особисте життя
З 24 листопада 2007 одружений з актрисою Кортні Форд. У березні 2012 року подружжя повідомили, що очікують свого первістка. Їхній син, Лео Джеймс Раут, народився 10 серпня 2012 року. У січні 2025 року Форд і Брендон Раут оголосили через свої соціальні мережі про своє розлучення після 17 років шлюбу.

## Нагороди та номінації
- 2006 — 3 номінації на премію «Teen Choice Award» за фільм «Повернення Супермена».
- 2006 — премія «Scream» «Найкращий супергерой» за фільм «Повернення Супермена».
- 2007 — премія «Empire Award» за фільм «Повернення Супермена».
- 2007 — премія «Сатурн» «Найкращий актор» за фільм «Повернення Супермена».